# Jean Cadell
Jean Cadell (Edimburgo, Escocia; 13 de septiembre de 1884-Londres, Inglaterra; 24 de septiembre de 1967) fue una actriz escocesa.

## Biografía
Nacida en Edimburgo, Escocia, trabajó en el cine y en el teatro. 
Uno de sus papeles cinematográficos más conocidos fue el que hizo en la comedia de Estudios Ealing Whisky Galore! (1948). Además, también trabajó junto a W.C. Fields en Hollywood, en el papel de Mrs. Micawber en la película de Metro-Goldwyn-Mayer de 1935 David Copperfield.
Cadell fue hermana del artista Francis Cadell, uno de los miembros del grupo de pintores Scottish Colourists, y estuvo casada con el actor Percival Clarke. Sus nietos, Simon Cadell y Selina Cadell, también fueron actores. 
Jean Cadell falleció en Londres, Inglaterra, el 24 de septiembre de 1967.

## Selección de su filmografía
- The Man Who Stayed at Home (1915)
- Anna the Adventuress (1920)
- Timbuctoo (1933)
- David Copperfield (1935)
- South Riding (1938)
- Pigmalión (1938)
- Confidential Lady (1939)
- The Young Mr. Pitt (1942)
- Dear Octopus (1943)
- I Know Where I'm Going! (1945)
- Jassy (1947)
- Marry Me (1949)
- Whisky Galore! (1949)
- The Late Edwina Black (1951)
- Meet Mr. Lucifer (1953)
- Rockets Galore! (1957)
- The Little Hut (1957)
- The Surgeon's Knife (1957)
- Serious Charge (1959)
- Upstairs and Downstairs (1959)
- Very Important Person (1961)